# La Tebaida
La Tebaida è un comune della Colombia del dipartimento di Quindío.
L'abitato venne fondato da Luis Enrique Arango Cardona e dal fratello Pedro nel 1916, mentre l'istituzione del comune è del 1954.